# Vladimir Bourmeister
Vladimir Pavlovitch Bourmeister est un chorégraphe soviétique principalement connu pour sa chorégraphie du Lac des cygnes, un ballet de Tchaïkovski et Marius Petipa.
Réalisée en 1952, elle reprenait l'ordre des numéros tels que publiés dans la partition originale de Tchaïkovski. Burmeister simplifie la dramaturgie du livret et rajoute un prologue qui présente la transformation de la princesse Odette en cygne par le sorcier Rotbarth. Cela le conduit, après la victoire finale du prince Siegfried sur Rotbarth à l'issue d'une lutte sans merci, à montrer le retour d'Odette à sa forme première,,.